# 李象群
李象群（1961年—），男，黑龙江哈尔滨人，中国雕塑家，现任中国美术家协会副主席，前鲁迅美术学院院长，现任深圳大学艺术学部主任。第十二、十三届全国政协委员。